# Guarscia
Guarscia (Al Qawarishah) è un centro abitato della Libia, nella regione della Cirenaica.